# 鈴木貫太郎內閣
鈴木貫太郎內閣（日语：／*/?）是日本退役海軍大將、男爵鈴木貫太郎就任第42任內閣總理大臣（首相）後，自1945年4月7日至1945年8月17日組成的內閣。

## 背景
由於太平洋戰爭不斷失利，1945年4月5日，小矶内阁倒台。時任內大臣木戶幸一主持的重臣會議推選鈴木繼任首相，但為鈴木所拒絕。同時東條英機聲言：“如果不是陸軍繼任首相，陸軍會促使倒閣。”但此言為岡田啟介所駁斥。木戶遂請鈴木晉見天皇當面說明。當時天皇已乏可信賴的人選，七十七岁的铃木贯太郎遂接受昭和天皇指定为首相收拾戰爭残局。铃木贯太郎内阁于4月7日组成，有鑑於陸軍一貫強硬的本土決戰、一億玉碎的主張，上任后表面上不與陸軍直接意見衝突，實則致力於結束戰爭。5月8日，德国向同盟国无条件投降，欧洲战争结束。美军发动冲绳战役，击沉大和号战列舰。到6月，冲绳日军全军覆没。5月23日，美军562架B-29轰炸机使用燃烧弹轰炸了东京；两天后，又有512架B-29轰炸机轰炸了东京。皇宮部分建築焚毀，有閣員建議總辭以示負責，鈴木回答 "我的內閣會結束戰爭。" 直接拒絕。
此时苏联没有加入对日作战，这让日本试图通过苏联向同盟国求和。6月，日本政府委托曾经担任过驻苏联大使的前首相广田弘毅与苏联驻日大使马立克进行接触，试图通过苏联向盟国求和，但苏联方面对此态度暧昧。日本政府又决定派出前首相近卫文麿作为特使前往苏联，但被苏联拒绝。7月，美、英、苏三国首脑和外长在德國波茨坦举行会议，26日发表《波茨坦公告》督促日本投降。第二天，日本内阁召开紧急会议，争论相当激烈。最后铃木貫太郎决定，将《波茨坦公告》删减后发表，最大限度淡化影响。之后召开记者招待会，铃木贯太郎说：“我认为三国共同声明重申了开罗会议精神，政府并不认为它有什么价值，因此予以默杀。我们将朝继续进行这场战争的方向迈进。”
1945年8月6日，广岛遭受原子弹袭击；9日，苏联对日宣战，紧接着长崎也遭到原子弹袭击。在这种情况下，日本政府内部支持接受波茨坦宣言的呼声也日益强烈。8月9日，在皇宫举行的最高战争指导会议中，围绕是否无条件接受波茨坦宣言的问题发生了分歧。以首相铃木贯太郎、海军大臣米内光政和外务大臣东乡茂德为一方，主张只要盟军能够维持天皇地位（即“国体维持”），就可以无条件接受宣言；但以陆军大臣阿南惟几、参谋总长梅津美治郎及军令部长丰田副武为代表的另一方则主张必须附加一些条件。上午10时，会议在僵局中因故中断。
次日凌晨，铃木贯太郎召集最高战争指导会议的与会者举行有天皇参加的御前会议，会议在皇宫内御文库地下室举行。在争论继续的情况下，铃木呈请天皇“圣断”。天皇随即表示赞同东乡茂德的主张，会议遂做出了接受波茨坦宣言的决定。这一决定随后通过中立国瑞士和瑞典向同盟国转达。8月14日上午10时50分，铃木为了排除军方的干扰，策劃了又一次御前会议，与会者最高战争指导会议全体成员和内阁全体成员，除此外还有枢密院长平沼骐一郎、陆海军军务局长等，共计二十三人参加。在会上，铃木再次请求天皇下达“圣断”。在天皇表示将认同盟军答复、并愿意亲自向国民和官兵进行广播后，会议随即结束。
8月15日凌晨，少数少壮派军人发动政变。他们为此杀害了近卫师团长森赳，并伪造其命令调遣近卫步兵第二联队，一度占据了宫城。然而他们最终也未能说服掌握关键力量的陆军省首脑以及负责关东地区防务的东部军司令官田中靜壹大將参与政变，反而被田中率部隊弭平。政变流产，史称“宫城事件”。凌晨5时，鈴木內閣的陸軍大臣阿南惟几在陸相官邸切腹自杀。8月15日正午，昭和天皇广播《终战诏书》，宣布日本无条件投降。下午，铃木貫太郎宣布内阁总辞。8月17日，东久迩宫稔彦王接替铃木贯太郎出任日本首相。

## 閣僚
以下列出铃木贯太郎内阁阁僚名单：
| 職稱         | 姓名 | 姓名       | 所屬                            | 任期                         | 備註             |
| ------------ | ---- | ---------- | ------------------------------- | ---------------------------- | ---------------- |
| 內閣總理大臣 |      | 铃木贯太郎 | 男爵 退役海軍大將               | 1945年4月7日－1945年8月17日  |                  |
| 外務大臣     |      | 铃木贯太郎 | 男爵 退役海軍大將               | 1945年4月7日－1945年4月9日   | 內閣總理大臣兼任 |
| 外務大臣     |      | 东乡茂德   | 貴族院·無所屬俱樂部 官僚·外务省 | 1945年4月9日－1945年8月17日  |                  |
| 內務大臣     |      | 安倍源基   | 官僚 内务省                     | 1945年4月7日－1945年8月17日  |                  |
| 大藏大臣     |      | 广濑丰作   | 官僚 大藏省                     | 1945年4月7日－1945年8月17日  |                  |
| 陸軍大臣     |      | 阿南惟几   | 軍人 陸軍大將                   | 1945年4月7日－1945年8月15日  | 自杀             |
| 海軍大臣     |      | 米内光政   | 前首相 军人·海軍大將            | 1945年4月7日－1945年8月17日  |                  |
| 司法大臣     |      | 松阪广政   | 官僚 司法省                     | 1945年4月7日－1945年8月17日  |                  |
| 文部大臣     |      | 太田耕造   | 貴族院 無所屬俱樂部             | 1945年4月7日－1945年8月17日  |                  |
| 農商大臣     |      | 石黑忠篤   | 貴族院 無所屬俱樂部             | 1945年4月7日－1945年8月17日  |                  |
| 军需大臣     |      | 丰田貞次郎 | 預備役海軍大將                  | 1945年4月7日－1945年4月11日  |                  |
| 运输通信大臣 |      | 丰田貞次郎 | 預備役海軍大將                  | 1945年4月7日－1945年4月11日  | 军需大臣兼任     |
| 运输通信大臣 |      | 小日山直登 | 貴族院 無所屬俱樂部             | 1945年4月11日－1945年5月19日 |                  |
| 运输大臣     |      | 小日山直登 | 貴族院 無所屬俱樂部             | 1945年5月19日－1945年8月17日 |                  |
| 大东亚大臣   |      | 铃木贯太郎 | 男爵 退役海軍大將               | 1945年4月7日－1945年4月9日   | 內閣總理大臣兼任 |
| 大东亚大臣   |      | 东乡茂德   | 貴族院·無所屬俱樂部 官僚·外务省 | 1945年4月9日－1945年8月17日  | 外务大臣兼任     |
| 厚生大臣     |      | 冈田忠彦   | 众议院 大日本政治会             | 1945年4月7日－1945年8月17日  |                  |
| 國務大臣     |      | 樱井兵五郎 | 众议院 大日本政治会             | 1945年4月7日－1945年8月17日  |                  |
| 國務大臣     |      | 左近司政三 | 預備役海軍中將 貴族院同和会     | 1945年4月7日－1945年8月17日  |                  |
| 國務大臣     |      | 下村宏     | 貴族院 研究会                   | 1945年4月7日－1945年8月17日  | 兼情报局总裁     |
| 國務大臣     |      | 安井藤治   | 預備役陸軍中將                  | 1945年4月7日－1945年8月17日  |                  |
| 内閣書記官長 |      | 迫水久常   | 贵族院                          | 1945年4月7日－1945年8月17日  |                  |
| 法制局長官   |      | 村瀨直養   | 貴族院 研究會                   | 1945年4月7日－1945年8月17日  |                  |